# Суперкубок Кенії з футболу
Суперкубок президента Кенії з футболу (англ. Kenyan Super Cup) (офіційна назва Спортпеса Суперкубок) — футбольне змагання, яке щорічно проводить Кенійська федерація футболу між переможцем Прем'єр-ліги Кенії та володарем Кубку президента Кенії. Створений у 2009 році, український аналог Суперкубку України, який розігрується між переможцем Прем'єр-ліги України та володарем Кубку України.
Першим володарем трофею став «Гор Магія», який з рахунком 3:0 у 2009 році обіграв «Матаре Юнайтед».

## Фінали по рокам
| Рік                  | Ліга               | Рахунок | Кубок          |
| -------------------- | ------------------ | ------- | -------------- |
| 2009                 | «Матаре Юнайтед»   | 0–3     | «Гор Магія»    |
| 2010                 | «Софапака»         | 1–0     | «АФК Леопардс» |
| 2011                 | «Юлінзі Старз»     | 0–1     | «Софапака»     |
| 2012                 | «Таскер»           | 1–1*[A] | «Гор Магія»    |
| 2013                 | «Таскер»           | 0–0*[B] | «Гор Магія»    |
| 2013                 | «Гор Магія»        | 1–1*[C] | «Таскер»*[1]   |
| 2014                 | «Гор Магія»        | N/A*[D] | «АФК Леопардс» |
| 2015                 | «Гор Магія»        | 2–1     | «Софапака»     |
| 2016                 | «Гор Магія»        | 0–1     | «Бандарі»      |
| 2017                 | «Гор Магія»        | 1–0     | «Таскер»       |
| 2018                 | «Гор Магія»        | 1–0     | «АФК Леопардс» |
| 2019 (2 грудня 2018) | «Каріобангі Шаркс» | 1–0     | «Гор Магія»    |